# Luis Martínez Kléiser
Luis Martínez Kléiser (Madrid, 1883-Madrid, 1971) fue un folclorista, paremiólogo y escritor español.

## Biografía

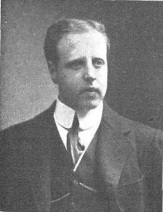
Un joven Martínez Kléiser, fotografiado por Kaulak.

De familia asturiana por parte paterna, nació en 1883 en Madrid. Se doctoró en Leyes (1903) por la Universidad Central. Teniente de alcalde de Madrid. Hijo adoptivo de Cuenca en premio a su labor periodística de exaltación de los valores artísticos y culturales de dicha provincia. Académico correspondiente de la Real de la Historia, de la de Buenas Letras de Sevilla y de la de Bellas Artes de Málaga. Académico de la Real Española de la Lengua (1945), donde ingresó con el discurso Oración a la palabra. Colaborador de ABC, La Esfera, Blanco y Negro, Acción Española y otros importantes diarios y revistas de Madrid y provincias. Fue Presidente en España de la Sociedad de San Vicente de Paúl, también conocidas como "Las Conferencias".

## Obra
Como poeta su inspiración es tradicional y rebelde a las aportaciones de las vanguardias. Escribió también novela y ensayo, y algunas obras de casticismo madrileñista. En De sobremesa, Cuentos y apólogos (1957) se recogieron, con prólogo de Gregorio Marañón, algunos de sus relatos. Como paremiólogo se le debe una caudalosa compilación temática de refranes españoles, el Refranero general ideológico español (1953).